# Dusona ganeshi
Dusona ganeshi là một loài tò vò trong họ Ichneumonidae.